# جودی ملیک
جودی ملیک (به انگلیسی: Judy Melick) (زادهٔ ۴ ژوئن ۱۹۵۴) شناگر اهل ایالات متحده آمریکا است.